# Vanadis macrophthalma
Vanadis macrophthalma är en ringmaskart som beskrevs av Richard Greeff 1876. Vanadis macrophthalma ingår i släktet Vanadis och familjen Alciopidae. Inga underarter finns listade i Catalogue of Life.